# Сан-Мартинью (Алкасер-ду-Сал)
Сан-Мартинью (порт. São Martinho) — район (фрегезия) в Португалии, входит в округ Сетубал. Является составной частью муниципалитета Алкасер-ду-Сал. По старому административному делению входил в провинцию Байшу-Алентежу. Входит в экономико-статистический субрегион Алентежу-Литорал, который входит в Алентежу. Население составляет 562 человека на 2001 год. Занимает площадь 83,86 км².
Покровителем района считается Мартин Турский (порт. São Martinho).

## История
Район основан в 1984 году